# Caspar Neher
Caspar Neher (ur. 11 kwietnia 1897 w Augsburgu, zm. 30 czerwca 1962 w Wiedniu) – niemiecki scenograf i librecista.

## Życiorys
W trakcie I wojny światowej służył w piechocie, w 1917 roku został ciężko ranny na froncie. Za męstwo w boju odznaczony został Krzyżem Żelaznym. Po wojnie ukończył studia w Akademii Sztuki w Monachium. W latach 1924–1926 pracował w Deutsches Theater w Berlinie jako asystent Maxa Reinhardta. Od 1926 do 1928 roku związany był z berlińskim Schauspielhaus. Jako scenograf operowy debiutował w 1927 roku w Essen, wystawiając Idomeneusza W.A. Mozarta. W kolejnych latach działał w berlińskiej Krolloper, gdzie współpracował z Otto Klempererem (1928–1931) i Carlem Ebertem (1931–1933), realizując scenografię m.in. do Carmen Bizeta (1928) i Z martwego domu Janáčka (1931). W tym czasie nawiązał też współpracę z Bertoltem Brechtem i Kurtem Weillem, był odpowiedzialny za scenografie do prapremierowych przedstawień Opery za trzy grosze (1928), Rozkwitu i upadku miasta Mahagonny (1930) oraz Siedmiu grzechów głównych (1933).
W latach 1934–1941 związany był z teatrem we Frankfurcie nad Menem, gdzie zrealizował scenografię m.in. do Makbeta Giuseppe Verdiego. W 1945 roku przygotował przedstawienie Fidelia Ludwiga van Beethovena w Monachium, pierwszy operowy spektakl w Niemczech po zakończeniu II wojny światowej. W latach 1947–1962 działał na festiwalu w Salzburgu, gdzie przygotował scenografie do prapremierowych przedstawień wielu oper współczesnych, m.in. Rolfa Liebermanna, Gottfrieda von Einema i Wernera Egka. Gościnnie współpracował ze scenami w Londynie, Mediolanie, Hamburgu, Wiedniu, Berlinie, Stuttgarcie, Kolonii i Nowym Jorku.
Był autorem librett do oper Kurta Weilla i Rudolfa Wagnera-Régeny.